# Седьмой поход Тамерлана в Грузию
Седьмой поход Тамерлана в Грузию — один из восьми военных кампаний Тамерлана в Грузинское царство, предпринятая в 1401 году.

## История
После выхода из Мардина Тамерлан направил крестоносцев, Султана Хусейна Мирзу, Пир Мухаммад Мирза, амира Джахан-шах Бахадур и других к Алинжаку с приказом окончательно захватить эту крепость и затем совершить набег на Грузию. Алинжак уже был осажден войсками тимуридов под командованием амира Мухаммада Даруги (амир Миран-шах) и Фируза-шаха (амир Шахрух). Отправленный контингент направился туда, в то время как Тамерлан продолжал свой путь через Сивас.
В процессе осады оборонявшиеся в Алинжаке, уже лишённые еды и вынужденные употреблять шкуры и подобные вещи для утоления голода, сдались. В Авнике князья узнали, что Алинжак сдался, и направились прямо в Грузию, начиная её опустошение. Царь Георгий VII выразил протест, утверждая, что нет никаких оснований для вторжения, так как он сам был одним из самых верных слуг Тамерлана; князья остановились и послали послание Тамерлана; они расположились в Менкуле, что было прохладным местом для проведения лета, ожидая ответа императора. В том же году Тамерлан подошел к границам Грузии с востока и расположился лагерем в Шамхоре.
Константин Батонишвили, посланник царя Георгия, предложил Тамерлану в Шамхоре перемирие с великолепными дарами от имени царя. Тамерлан готовился к войне с Османской империей, и поэтому перемирие было для него желанным. В соответствии с условиями перемирия, Грузия уплачивала дань, выводила определённое количество войск, а также обязательство грузин не проявлять агрессии в отношении мусульман. В ответ Темурленьг обещал обеспечить безопасность и защиту Грузии. Перемирие было заключено в сентябре 1401 года. Тамерлан остановился в Карабахе, чтобы провести зиму. Весной большая армия Тамерлана отправилась в сторону Османской империи. По пути он предпринял некоторые предварительные меры и пришел к крепости Тортуми, где около 200 грузинских солдат укрепились, взял её и разрушил после пятидневной битвы, отрезал солдатам пути отхода.